# Ясна Поляна (Далматовський район)
Я́сна Поля́на (рос. Ясная Поляна) — село у складі Далматовського району Курганської області, Росія. Входить до складу Піщано-Коледінської сільської ради.
Населення — 289 осіб (2017, 343 у 2010, 480 у 2002).
Національний склад станом на 2002 рік: росіяни — 92 %.